# Holland (Orgelbauer)
Holland war eine deutsche Orgelbauerfamilie, die von 1786 bis um 1902 in Schmiedefeld am Rennsteig und Untersuhl in Thüringen tätig war.

## Geschichte
Die Familie baute Orgeln über vier Generationen.

### Johann Caspar Holland
Johann Caspar Holland Gründer der Familiendynastie wurde am 2. Dezember 1747 in Asbach geboren und starb am 26. Februar 1834. Vor 1770 absolvierte er eine Tischlerlehre in Asbach. Den Orgelbau erlernte er in der Werkstatt der Gebrüder Wagner in Schmiedefeld, wo er ab ca. 1775 bis 1787 als Geselle und danach als Werkmeister tätig war. 1790 übernahm er die Werkstatt der Gebrüder Wagner. 1793 stellte er die Orgel in der Dresdner Kreuzkirche fertig. Die Firma führte er erfolgreich weiter und baute Orgeln in Sachsen und Thüringen. Zwischen 1818 und 1820 übergab er die Werkstatt seinem Sohn Johann Michael Holland.

### Johann Michael Holland
Johann Michael Holland wurde am 19. März 1778 in Schmiedefeld geboren und starb am 13. Mai 1842. Er war ein Sohn von Johann Caspar Holland. Zwischen 1818 und 1820 übernahm er das Unternehmen seines Vaters. Bis 1842 wirkte er als Orgelbauer in Schmiedefeld.

### Caspar Christian Holland
Caspar Christian Holland wurde am 7. Juli 1780 in Schmiedefeld geboren. Er war vermutlich ebenfalls ein Sohn von Johann Caspar Holland. Über eigene Werke ist nichts bekannt.

### Friedrich Wilhelm Holland
Friedrich Wilhelm Holland wurde am 2. September 1804 geboren und starb am 2. April 1879. Er war Sohn von Johann Michael Holland und dessen Nachfolger. Er übernahm die Werkstatt 1842 und leitete sie bis zu seinem Tod 1879. Erstmals verewigte er sich mit seiner Signatur 1833 bei einer Restaurierung in Belrieth.

### August Holland
August Holland starb 1902. Er war vermutlich Sohn von Friedrich Wilhelm Holland. Er verlegte die Werkstatt um 1880 von Schmiedefeld nach Untersuhl. Mit seinem Tod im Jahr 1902 erlosch das Familienunternehmen in vierter Generation.

### Christian Holland
Über Christian Holland sind genaue Lebensdaten sowie Verwandtschaftsverhältnisse unbekannt. Es ist nur bekannt, dass er aus Schmiedefeld kam und in Waltersleben 1854 einen Balg baute.

## Werke (Auswahl)
Ein großes „P“ steht für ein selbstständiges Pedal, ein kleines „p“ für ein angehängtes Pedal. Eine Kursivierung zeigt an, dass die betreffende Orgel nicht mehr erhalten ist oder lediglich noch der Prospekt aus der Werkstatt stammt.
Die Familie lieferte zahlreiche Orgeln. Aufgrund der Geneinsamentätigkeit von Vätern und Söhnen sowie der Übernahme der Werkstatt von den Gebrüdern Wagner, kann es zu unterschiedlichen Zuordnungen und Überschneidungen hinsichtlich des Erbauers kommen.

### Johann Caspar Holland
| Jahr      | Ort                   | Gebäude        | Bild | Manuale | Register | Bemerkungen |
| --------- | --------------------- | -------------- | ---- | ------- | -------- | --- |
| 1785      | Wittmannsgereuth      | ev. Kirche     |      |         |          | Neubau |
| 1786      | Hoheneiche            | St. Michael    |      | II/P    | 14       | Neubau |
| 1788–1792 | Dresden               | Kreuzkirche    |      | III/P   | 50       | Fertigstellung des Neubau der Gebrüder Wagner |
| 1993      | Bad Salzungen         | St. Simplicius |      |         |          | Neubau, 1909 durch Neubau von Wilhelm Sauer ersetzt, Gehäuse erhalten |
| 1793      | Jesuborn              | Luther-Kirche  |      | I/P     | 11       | Neubau, ältestes erhaltenes eigenständiges Werk; 1819 Umsetzung in neue Kirche zusammen mit Johann Michael Holland, Verzierung erweitert und verschönert; 1874 Reparatur |
| 1794      | Benshausen            | St. Thomas     |      |         |          | Neubau, durch Neubau von Eifert & Müller ersetzt, Gehäuse erhalten |
| 1795      | Langewiesen           |                |      |         |          | Neubau |
| 1795      | Niederzwönitz         | St. Johannis   |      |         |          | Neubau, 1928 durch Neubau von Alfred Schmeisser ersetzt, Gehäuse erhalten                                                                                                |
| 1800      | Schwickershausen      | Dorfkirche     |      | I/P     | 11       | Neubau |
| 1801–1802 | Wolkenburg-Kaufungen  | St. Mauritius  |      | I/P     | 13       | Neubau, zusammen mit Johann Michael Holland, 1904 durch Neubau von Jehmlich ersetzt, Gehäuse erhalten                                                                    |
| 1809      | Immelborn             | Amalienkirche  |      |         |          | Neubau, 1910 durch Neubau von Johannes Strebel ersetzt, Gehäuse erhalten                                                                                                 |
| 1810      | Dörnfeld an der Heide | Dorfkirche     |      | I/P     | 12       | Neubau, um 1900 Umbau durch Adam Eifert |
| 1817      | Roda                  | Dorfkirche     |      | II/P    | 12       | Neubau, zusammen mit Johann Michael Holland, 1861 von Friedrich Wilhelm Holland in neue Kirche umgesetzt                                                                 |
| 1818      | Möhrenbach            | Dorfkirche     |      | II/P    | 22       | Neubau |

### Johann Michael Holland
| Jahr | Ort                    | Gebäude                  | Bild | Manuale | Register | Bemerkungen                                                              |
| ---- | ---------------------- | ------------------------ | ---- | ------- | -------- | ------------------------------------------------------------------------ |
| 1820 | Rotenburg an der Fulda | St. Elisabeth und Marien |      | II/P    | 28       | Neubau                                                                   |
| 1821 | Springstille           | Dorfkirche               |      | II/P    | 16       | Neubau, nach 1950 umdisponiert                                           |
| 1823 | Böhlen                 | St. Anna                 |      | II/P    | 21       | Neubau                                                                   |
| 1824 | Alkersleben            | St. Gregorius            |      | II/P    | 17       | Neubau, zusammen mit Friedrich Wilhelm Holland                           |
| 1826 | Mittelsdorf            | Dorfkirche               |      |         |          | Neubau, 1897 durch Neubau von Otto Markert ersetzt                       |
| 1827 | Hinternah              | Dorfkirche               |      | I/P     | 12       | Neubau, 1965 durch Neubau von Gerhard Kühn ersetzt                       |
| 1828 | Gittersdorf            | Dorfkirche               |      |         |          | Neubau                                                                   |
| 1830 | Unterellen             | St. Trinitatis           |      | II/P    | 14       | Neubau                                                                   |
| 1831 | Vacha                  | St. Johannes             |      | II/P    | 26       | Neubau; 2002–2004 Restaurierung durch Orgelbau Waltershausen             |
| 1834 | Gehren                 | St. Michael              |      | II/P    | 26       | Neubau, 1895 durch Neubau von Wilhelm Sauer ersetzt                      |
| 1837 | Kirchheim              | Dorfkirche               |      |         |          | Neubau, zusammen mit Friedrich Wilhelm Holland                           |
| 1838 | Oberkatz               | Dorfkirche               |      | II/P    | 13       | Neubau, im alten Barockgehäuse                                           |
| 1838 | Rittmannshausen        | Dorfkirche               |      |         |          | Neubau, zusammen mit Friedrich Wilhelm Holland                           |
| 1839 | Schleusingen           | St. Johannis             |      | II/P    | 49       | Neubau, 1894 durch Neubau von Theodor Kühn ersetzt, Teile erhalten       |
| 1840 | Eisenach               | St. Georg                |      | III/P   | 40       | größter Neubau, hinter dem Prospekt von Georg Christoph Stertzing (1719) |
| 1842 | Marksuhl               | St. Hubertus             |      | II/P    | 24       | Neubau, zusammen mit Friedrich Wilhelm Holland                           |
| 1857 | Urbich                 | St. Ulrici               |      | II/P    | 10       | Neubau                                                                   |

### Friedrich Wilhelm Holland
| Jahr    | Ort                     | Gebäude            | Bild | Manuale | Register | Bemerkungen                                                                 |
| ------- | ----------------------- | ------------------ | ---- | ------- | -------- | --------------------------------------------------------------------------- |
| 1837    | Rengshausen             | Dorfkirche         |      | I/P     | 11       | Neubau                                                                      |
| 1840    | Harmuthsachsen          | Dorfkirche         |      |         |          | Neubau                                                                      |
| 1842    | Ettenhausen an der Suhl | Dorfkirche         |      | II/P    | 11       | Neubau                                                                      |
| 1843    | Aschenhausen            | Dorfkirche         |      | I/P     | 9        | Neubau                                                                      |
| 1843    | Mollenstorf             | Dorfkirche         |      | I       | 5        | Neubau, Einbau durch Carl Ernst Laue                                        |
| 1844    | Wülfershausen           | St. Vitus          |      | I/P     | 10       | Neubau                                                                      |
| 1845    | Göringen                | Dorfkirche         |      | I/P     | 9        | Neubau                                                                      |
| 1845    | Fürstensee              | Dorfkirche         |      | I       | 3        | Neubau, Einbau durch Carl Ernst Laue                                        |
| 1846    | Ettischleben            | St. Cyriakus       |      | I/P     | 11       | Umbau der Orgel von um 1820                                                 |
| 1846    | Lauchröden              | St. Martin         |      | II/P    | 16       | Neubau                                                                      |
| 1846    | Urspringen              | ev. Kirche         |      | II/P    | 20       | Neubau, 1983 Erweiterung durch Hey Orgelbau                                 |
| 1847    | Görbitzhausen           | St. Johannis       |      | II/P    | 15       | Neubau                                                                      |
| 1847    | Gehren                  | St. Michael        |      | II/P    | 26       | Umbau der Holland-Orgel von 1834                                            |
| 1850    | Frauensee               | St. Marien         |      | II/P    | 14       | Neubau                                                                      |
| 1850    | Gerthausen              | Dorfkirche         |      | II/P    | 14       | Neubau                                                                      |
| um 1850 | Dippach                 | St. Katharina      |      | II/P    | 13       | Neubau; 2006 Restaurierung durch Orgelbau Waltershausen                     |
| 1851    | Erfurt                  | Barfüßerkirche     |      | II/P    | 34       | Umbau der Orgel von vor 1700                                                |
| 1851    | Kratzeburg              | Dorfkirche         |      | I       | 4        | Neubau, 1992 durch Neubau von Wolfgang Nußbücker ersetzt; Prospekt erhalten |
| 1854    | Erfurt                  | Augustinerkirche   |      | II/P    | 33       | Neubau                                                                      |
| 1855    | Oberwillingen           | St. Martin         |      | I/P     | 11       | Neubau                                                                      |
| 1855    | Wokuhl                  | Dorfkirche         |      |         |          | Neubau, Einbau durch Carl Ernst Laue                                        |
| 1856    | Wichtshausen            | St. Bonifatius     |      | II/P    | 15       | Neubau                                                                      |
| 1856    | Herlefeld               | Dorfkirche         |      |         |          | Neubau                                                                      |
| 1857    | Sallmannshausen         | St. Marien         |      | II/P    | 13       | Neubau                                                                      |
| 1858    | Manebach                | Zum Kripplein Jesu |      | II/P    | 14       | Neubau                                                                      |
| 1858    | Schönstedt              | St. Martini        |      | II/P    | 18       | Neubau, 1960 neobarocke Umdisponierung durch Rudolf Böhm                    |
| 1859    | Wümbach                 | Dorfkirche         |      | II/P    | 16       | Neubau, 2007 Restaurierung durch Orgelbau Schönefeld                        |
| 1860    | Erfurt                  | Reglerkirche       |      | II/P    | 26       | Neubau, 1974 durch Neubau von Friedrich Löbling aus Erfurt ersetzt          |
| 1861    | Hauröden                | St. Trinitatis     |      | I/P     | 8        | Neubau, Restauriert durch Karl Brode                                        |
| 1863    | Wusseken                | Dorfkirche         |      |         |          | Neubau                                                                      |
| 1863    | Erfurt                  | Zum Heiligen Geist |      | II/P    | 20       | Neubau                                                                      |
| 1864    | Wünschensuhl            | St. Barbara        |      | II/P    | 14       | Neubau                                                                      |
| 1864    | Altenfeld               | Dorfkirche         |      | II/P    | 16       | Neubau, 1930 durch Neubau von Wiegand Helfenbein ersetzt                    |
| 1865    | Eisenach                | St. Annen          |      |         |          | Neubau, 1974 durch Neubau von Rudolf Böhm ersetzt                           |
| 1866    | Elsa                    | ev. Kirche         |      | II/P    | 12       | Neubau                                                                      |
| 1866    | Themar                  | St. Bartholomäus   |      | II/P    | 25       | Umsetzung der Schmidt-Orgel von 1852 auf die 2. Empore                      |
| 1867    | Arnstadt                | St. Georg          |      | I/P     | 8        | Neubau                                                                      |
| 1867    | Heldritt                | St. Nikolaus       |      | II/P    | 15       | Neubau, nur noch Teile erhalten                                             |
| 1870    | Sachsenbrunn            | Zum Heiligen Kreuz |      | II/P    | 13       | Umbau der Ludwig Glaser-Orgel von 1868                                      |
| 1870    | Willmersdorf            | Dorfkirche         |      | II/P    | 12       | Neubau                                                                      |
| um 1870 | Nöda                    | St. Marien         |      | II/P    | 21       | Neubau                                                                      |
| 1871    | Martinroda              | Dorfkirche         |      | II/P    | 21       | Neubau                                                                      |
| 1872    | Lichtentanne            | Dorfkirche         |      | II/P    | 11       | Neubau                                                                      |
| 1874    | Fechheim                | St. Michael        |      | II/P    | 18       | Neubau                                                                      |
| 1875    | Schalkau                | St. Johannis       |      | II/P    | 23       | Neubau                                                                      |

### August Holland
| Jahr     | Ort            | Gebäude      | Bild | Manuale | Register | Bemerkungen                    |
| -------- | -------------- | ------------ | ---- | ------- | -------- | ------------------------------ |
| 1882     | Eckardtshausen | St. Matthäus |      | II/P    | 11       | Neubau                         |
| 1882     | Sarnow         | Kirche       |      | I/P     | 7        | Neubau                         |
| 1883     | Kagendorf      | St. Petri    |      | I/P     | 8        | Neubau                         |
| 1889     | Oberellen      | Dorfkirche   |      | II/P    | 15       | Neubau                         |
| 1889     | Beuernfeld     | St. Immanuel |      | I/P     | 8        | Neubau, nur Teilweise erhalten |
| vor 1892 | Alt Kosenow    | St. Marien   |      | I/P     | 9        | Neubau                         |